# 빅토르 로조프
빅토르 로조프(Viktor Rozov, 러시아어: Ви́ктор Серге́евич Ро́зов, 1913년 8월 21일 ~ 2004년 9월 28일)은 러시아의 극작가다.
처녀작 <그녀의 친구들>이 모스크바 중앙 아동극장에서 상연(1949)된 이후, 계속 <생활의 한 페이지> <안녕하시길!>이 같은 극장에서 각광을 받음으로써 작가적 지위를 확보했다. 그 후 <기쁨을 찾아> <영원히 사는 것> <일방적인 싸움> <결혼날에> 등 신작이 나올 때마다 명성이 높아지고 있다. 이들 작품을 일관하는 주제는 소년기에서 청년기로 옮겨 가는 젊은이들의 생활기와 의견이며, 평범한 시민가정에서 일어나는 자질구레한 마찰 속에서 그들의 인생에 대한 눈이 열리고, 스스로의 길을 결정해야만 된다는 것과, 자연적으로 높아지는 극적인 긴장속에 신구(新舊)세대의 낙차(落差)와 갈등의 원인을 찾고, 인간의 존엄성을 지키려고 하는 청년의 심정과 논리의 정당성을 보여주고 있다.